# Thorsten Renvall
Klas Thorsten Gustaf Renvall, född 10 mars 1868 i Åbo, död 5 november 1927 i Helsingfors, var en finländsk naturalhistoriker. Han var bror till Heikki Renvall
Renvall blev filosofie doktor 1911. Han var 1898–1904 lärare vid Åbo finska lyceum, 1904–1925 äldre lektor i naturalhistoria och geografi vid Svenska reallyceum/lyceum i Åbo och 1925–1927 äldre lektor vid Helsingfors svenska lyceum.
Under kriget 1918 anslöt han sig till Nystadskåren och var på våren detta år den ene av två konkurrerande befälhavare för en nordlig frikår, som trängde fram till Ishavet i Petsamo. I Skuggornas bok (1922) skildrade Renvall Nystadskårens expedition till Åland; som genmäle till kritiken utgav han 1924 Nya blad till skuggornas bok.
Han publicerade vidare tre diktsamlingar och arbetet Fågel-biologiska skizzer (1909, andra utvidgade upplaga 1912), där kråkan bland annat framställs som ett första rangens nyttodjur.